# 池田晶子 (アニメーター)
池田 晶子（いけだ しょうこ、1975年〈昭和50年〉6月18日 - 2019年〈令和元年〉7月18日）は、日本の女性アニメーター、キャラクターデザイナー。株式会社京都アニメーション取締役。2児の母。子会社Doに所属した池田和美との血縁関係はない。

## 来歴
「トップをねらえ!」に触発され、アニメーターを志す。代々木アニメーション学院大阪校アニメーター科卒業後、1996年に京都アニメーション入社。
『ドラえもん』の動画が初仕事。『犬夜叉』の第3話「骨喰いの井戸からただいまっ!」で初の作画監督を務め、その原画がアニメ専門誌の特集ページでは大々的に取り上げられるほどに好評だった。
2006年『涼宮ハルヒの憂鬱』で初のキャラクターデザイン・総作画監督を務める。2015年より『響け!ユーフォニアム』や『劇場版 響け！ユーフォニアム』でキャラクターデザイン・総作画監督を担当。
2019年7月18日に発生した京都アニメーション放火殺人事件から約1カ月後の8月27日、当事件により死亡したことが遺族の了承と共に京都府警察によって公表された。遺体は2階で発見された。44歳没。
2023年8月4日には、シリーズを通してキャラクターデザインと総作画監督を務めてきた『響け!ユーフォニアム』の新作中編アニメ『特別編 響け!ユーフォニアム〜アンサンブルコンテスト〜』が劇場公開、2024年4月にはTVシリーズ第3期『響け！ユーフォニアム3』が放送され、池田は引き続き「キャラクターデザイン」としてクレジットされた（TVシリーズ第3期は池田和美と連名）。

## 参加作品

### テレビアニメ
1979年
- ドラえもん（テレビ朝日版第1期：1979年 - 2005年、動画）※参加は1996年から。

1992年
- クレヨンしんちゃん（1992年 - 、動画）※参加は1996年から。

1996年
- 赤ちゃんと僕（動画）

1997年
- はいぱーぽりす（原画）

1998年
- ジェネレイターガウル（原画）
- 魔法のステージファンシーララ（原画）

1999年
- 天使になるもんっ!（原画）
- ∀ガンダム （原画）
- パワーストーン（原画）

2000年
- OH!スーパーミルクチャン（作画監督）
- ゲートキーパーズ（原画）
- 犬夜叉（2000年 - 2004年、作画監督・原画）

2001年
- ジャングルはいつもハレのちグゥ（原画）
- The Soul Taker 〜魂狩〜（原画）
- 地球防衛家族（原画）

2003年
- フルメタル・パニック? ふもっふ（作画監督・原画・オープニング原画）

2005年
- AIR（作画監督・原画・オープニング原画）
- フルメタル・パニック! The Second Raid（作画監督・原画・オープニング原画）

2006年
- 涼宮ハルヒの憂鬱（キャラクターデザイン・総作画監督・作画監督・オープニング作画監督・原画・エンディング作画監督）
- Kanon（2006年 - 2007年、作画監督・原画・オープニング原画）

2007年
- らき☆すた（作画監督・原画・オープニング原画）
- CLANNAD（2007年 - 2008年、作画監督・原画・オープニング原画）

2009年
- けいおん!（原画）
- 涼宮ハルヒの憂鬱（2009年版：キャラクターデザイン・原画）

2010年
- けいおん!!（作画監督・原画）

2011年
- 日常（作画監督・前期オープニング原画・後期オープニング原画）

2012年
- 氷菓（原画）
- 中二病でも恋がしたい！（原画）

2013年
- たまこまーけっと（作画監督・原画・オープニング原画）
- Free!（作画監督）
- 境界の彼方（作画監督）

2014年
- 中二病でも恋がしたい!戀（作画監督・原画）
- Free!-Eternal Summer-（作画監督・原画）

2015年
- 響け!ユーフォニアム（キャラクターデザイン・総作画監督・オープニング作画監督・エンディング作画監督）

2016年
- 無彩限のファントム・ワールド（作画監督）
- 響け!ユーフォニアム2（キャラクターデザイン・総作画監督・原画）

2017年
- 小林さんちのメイドラゴン（作画監督）

2018年
- ヴァイオレット・エヴァーガーデン（作画監督）

2024年
- 響け!ユーフォニアム3（キャラクターデザイン（池田和美と連名））

### 劇場アニメ
1997年
- クレヨンしんちゃん 暗黒タマタマ大追跡（動画）

2000年
- 劇場版ポケットモンスター 結晶塔の帝王 ENTEI（原画）
- デジモンアドベンチャー02 前編・デジモンハリケーン上陸!!／後編・超絶進化!!黄金のデジメンタル（原画）

2001年
- デジモンアドベンチャー02 ディアボロモンの逆襲（原画）

2010年
- 涼宮ハルヒの消失（キャラクターデザイン・超総作画監督・原画）

2011年
- 映画けいおん!（製作委員会プロデューサー）

2013年
- 小鳥遊六花・改 〜劇場版 中二病でも恋がしたい!〜（原画）

2014年
- たまこラブストーリー（原画）

2015年
- 映画 ハイ☆スピード!-Free! Starting Days-（作画監督）

2016年
- 劇場版 響け!ユーフォニアム〜北宇治高校吹奏楽部へようこそ〜（キャラクターデザイン・総作画監督・作画監督・原画）

2017年
- 劇場版 響け!ユーフォニアム〜届けたいメロディ〜（キャラクターデザイン・総作画監督）

2018年
- リズと青い鳥（キャラクターデザイン原案）

2019年
- 劇場版 響け!ユーフォニアム〜誓いのフィナーレ〜（キャラクターデザイン・総作画監督（西屋太志と連名））

2023年
- 特別編 響け!ユーフォニアム〜アンサンブルコンテスト〜（キャラクターデザイン）

### OVA
2002年
- ジャングルはいつもハレのちグゥ デラックス（2002年 - 2003年、原画）

2003年
- MUNTO（原画）
- ジャングルはいつもハレのちグゥ FINAL（2003年 - 2004年、原画）

2005年
- MUNTO〜時の壁を越えて （原画）

2017年
- バジャのスタジオ（マネージャー）

### ゲーム
1998年
- Dancing Blade かってに桃天使!（原画）

1999年
- Dancing Blade かってに桃天使!II 〜Tears of Eden〜 （原画）

### その他
2010年
- 京都アニメーションCM「空編」（キャラクターデザイン）

2011年
- 京都アニメーションCM「あじさい編」（キャラクターデザイン・絵コンテ・演出・作画監督）

## 逸話
- 作画監督を務めた際には、作品の全カットに手を加え、線1本まで修正する念の入れようで、休日出勤も厭わなかった[1]。
- 昼休みは、他部署に足を運び、気軽に話し掛けて場を和ませていた[1]。
- ある年の入社式に、新入社員に対し「アニメの仕事を思い出にしないでほしい。私は、職業を聞かれて、『アニメ制作』と誇って言える仕事をしたい」と語りかけた[12]。
- ファッション雑誌に掲載された女性モデルのスケッチをする、同僚が描いた原画を密かにコピーして研究する、知人にモデルを頼んでデッサンの練習をするなど、自己研鑽を続けた[7]。
- 山本寛は池田について「華のある絵を描く人」「姉御肌で、（「涼宮ハルヒの憂鬱」のメインヒロインである）ハルヒのキャラクターは見事にイコールだった」と印象を述べた[7]。池田自身もハルヒについて「まるで自分のことのようだ」と思ったと語っている[12]。
- 宝塚歌劇団のミュージカル「エリザベート」を好み、会社の忘年会で同僚とパロディを演じたことがある[7]。
- 大学職員の夫とは、知人の紹介で知り合い、2007年に結婚した。結婚時の約束により家庭に仕事は持ち込まなかったが、家事を終えると深夜までデッサンの基礎練習を続け、しばしば夫にモデルを依頼した。夫とは家事を分担して家庭と両立させていた[6][13][14]。
- 笑顔を浮かべながら新作アニメの絵を見せる様子に、夫は「アニメに関しては子供のようだった」と語っている[6][13]。一方で、アニメーターが働く環境を改善し、後輩が結婚・出産後も仕事を続けられるように業界の構造を変えようと奮闘していた[2][14]。
- 自身の結婚式で記念の絵を作成した際、花の形のパンチをわざわざ買って飾りを作るなど一切妥協を許さなかった事、「自分は絵を描くのが下手だから毎日練習しなくてはいけない」と話していた事を、夫は語っている[15]。